# فهرست فرودگاه‌های وایومینگ
این فهرست شامل فهرست فرودگاه‌های وایومینگ است که براساس گروه، نوع و مکان آن‌ها مرتب شده‌اند. وایومینگ یکی از ایالات آمریکا است.

## فرودگاه‌ها
این فهرست شامل اطلاعات زیر می‌باشد:
- شهر خدمت‌رسانی - شهری که عموماً به فرودگاه نسبت داده می‌شود و به آن نام در اداره هوانوردی فدرال ثبت شده‌است. این شهر همیشه مکان واقعی فرودگاه نیست چراکه برخی از این فرودگاه‌ها در شهرک‌هایی خارج از شهر اصلی خدمت‌رسانی خود واقع شده‌اند. این فهرست، همهٔ شهرهای سرویس داده شده را دربر نمی‌گیرد. این شهرها را می‌توان در نوشتار مربوط به هر فرودگاه یافت.
- FAA - شناسه موقعیت فرودگاه بر پایه اطلاعات اداره هوانوردی فدرال (FAA).
- IATA - شماره اختصاص‌داده‌شده به فرودگاه توسط انجمن بین‌المللی حمل و نقل هوایی (IATA). مواردی که این شناسه با شناسه مورد استفادهٔ اداره هوانوردی فدرال هماهنگ نیستند پررنگ شده‌اند.
- ICAO - نشان‌گر موقعیت اختصاص‌داده‌شده توسط سازمان بین‌المللی هوانوردی غیرنظامی (ایکائو).
- نام فرودگاه - نام رسمی فرودگاه. مواردی که به صورت پررنگ نشان داده شده‌اند بیانگر این هستند که فرودگاه برای شرکت‌های هواپیمایی تجاری، خدمات زمان‌بندی‌شده ارائه می‌کند.
- کاربری (Role) - یکی از موارد چهارگانه دسته‌بندی فرودگاهی اداره هوانوردی فدرال، که طبق گزارش ارائه‌شده در طرح ملی سامانه‌های فرودگاهی یک‌پارچه (NPIAS)، بین سال‌های ۲۰۰۹-۲۰۱۳ شامل موارد زیر است:
  - P: خدمات تجاری - دست‌اول (Primary) که شامل فرودگاه‌های دولتی‌ای است که خدمات مسافربری منظم ارائه می‌کنند و سالانه به بیش از ۱۰ هزار مسافر خدمات می‌دهند.

فرودگاه‌های دست‌اول توسط اداره هوانوردی فدرال به مراکز اصلی زیر طبقه‌بندی شده‌اند:
- -     - L: مرکز بزرگ که ۱% از کل مسافرت‌های هوایی ایالات متحده آمریکا (در طی یک سال) را دربرمی‌گیرد.
    - M: مرکز متوسط که برای ۰٫۲۵% از کل مسافرت‌های هوایی ایالات متحده آمریکا (در طی یک سال) در نظر گرفته شده‌است.
    - S: مرکز کوچک که برای ۰٫۰۵% تا ۰٫۲۵% از کل مسافرت‌های هوایی ایالات متحده آمریکا (در طی یک سال) در نظر گرفته شده‌است.
    - N: مرکز نیست که برای کمتر از ۰٫۰۵% از کل مسافرت‌های هوایی ایالات متحده آمریکا (در طی یک سال) در نظر گرفته شده‌است.

  - CS: خدمات تجاری - غیر دست‌اول که شامل فرودگاه‌های دولتی‌ای است که سالیانه حداقل به ۲۵۰۰ مسافر خدمات می‌دهند.
  - R: فرودگاه‌های کمکی که توسط اداره هوانوردی فدرال برای کاهش فشار بر فرودگاه‌های بزرگ و نیز افزایش دسترسی جامعه به خدمات هوایی ایجاد شده‌اند.
  - GA: فرودگاه‌های اختصاص یافته به هوانوردی عمومی، که بیشترین تعداد از فرودگاه‌های آمریکا را دربر می‌گیرند.
- Enpl - تعداد مسافرت‌های انجام شده در فرودگاه در طی سال ۲۰۰۸ (بر اساس آمار اداره هوانوردی فدرال)
- Airspace - دستهٔ (کلاس) حریم هوایی درنظرگرفته‌شده برای آن فرودگاه.(مقادیر داده‌شده در پرانتز بیانگر این هستند که فرودگاه در حریم هوایی یک فرودگاه دیگر واقع شده‌است و نیز آن حریم هوایی را نشان می‌دهند) به‌طور کلی، فرودگاه‌های دستهٔ B شلوغ‌ترین فرودگاه‌ها هستند و بعد از آن‌ها به ترتیب دسته‌های C، D، E و G قرار دارند.

| شهر                                                 | شناسه موقعیت | یاتا | ایکائو | نام فرودگاه                                              | کاربری | مسافر در سال |
| --------------------------------------------------- | ------------ | ---- | ------ | -------------------------------------------------------- | ------ | ------------ |
|                                                     |              |      |        | Commercial Service - Primary Airports                    |        |              |
| Casper                                              | CPR          | CPR  | KCPR   | فرودگاه بین‌المللی کسپر/ناترونا کانتی                     | P-N    | ۷۴٬۱۶۷       |
| شاین، وایومینگ                                      | CYS          | CYS  | KCYS   | فرودگاه منطقه‌ای شاین (Jerry Olson Field)                 | P-N    | ۱۶٬۶۹۷       |
| کودی، وایومینگ                                      | COD          | COD  | KCOD   | فرودگاه منطقه‌ای یلوستون                                  | P-N    | ۲۵٬۸۶۳       |
| Gillette                                            | GCC          | GCC  | KGCC   | فرودگاه شهرستان ژیلت-کمپبل                               | P-N    | ۲۸٬۲۳۲       |
| جکسون، وایومینگ                                     | JAC          | JAC  | KJAC   | فرودگاه جکسن هول                                         | P-N    | ۳۰۵٬۵۶۶      |
| Laramie                                             | LAR          | LAR  | KLAR   | فرودگاه منطقه‌ای لرمی                                     | P-N    | ۱۰٬۳۷۱       |
| ریورتون، وایومینگ                                   | RIW          | RIW  | KRIW   | فرودگاه محلی ریورتون                                     | P-N    | ۱۷٬۰۳۵       |
| راک اسپرینگز، وایومینگ                              | RKS          | RKS  | KRKS   | فرودگاه راک اسپرینگز (سویت واترکانتی)                    | P-N    | ۲۵٬۵۴۱       |
| شریدن، وایومینگ                                     | SHR          | SHR  | KSHR   | فرودگاه شریدن کانتی                                      | P-N    | ۱۷٬۷۱۰       |
|                                                     |              |      |        | Commercial Service - Non-Primary Airports                |        |              |
| Worland                                             | WRL          | WRL  | KWRL   | فرودگاه شهری ورلند                                       | CS     | ۲٬۹۹۶        |
|                                                     |              |      |        | General Aviation Airports                                |        |              |
| افتون، وایومینگ                                     | AFO          | AFO  | KAFO   | فرودگاه شهری آفتون                                       | GA     | ۱            |
| بیگ پاینی، وایومینگ / ماربلتون، وایومینگ            | BPI          | BPI  | KBPI   | فرودگاه صحرایی مایلی مموریال (was Big Piney / Marbleton) | GA     | ۸            |
| بوفالو، وایومینگ                                    | BYG          | BYG  | KBYG   | Johnson County Airport                                   | GA     |              |
| کاولی، وایومینگ / لاول، وایومینگ / بایرون، وایومینگ | U68          |      |        | North Big Horn County Airport                            | GA     |              |
| دیکسون، وایومینگ                                    | 9U4          |      |        | Dixon Airport                                            | GA     | ۱۲           |
| داگلاس، وایومینگ                                    | DGW          | DGW  | KDGW   | فرودگاه کانورس کانتی                                     | GA     | ۲            |
| دوبوا، وایومینگ                                     | DUB          |      | KDUB   | Dubois Municipal Airport                                 | GA     | ۲            |
| اونستون، وایومینگ                                   | EVW          | EVW  | KEVW   | Evanston-Uinta County Airport (Burns Field)              | GA     |              |
| فرت بریجر، وایومینگ                                 | FBR          | FBR  | KFBR   | Fort Bridger Airport                                     | GA     |              |
| گریبول، وایومینگ                                    | GEY          | GEY  | KGEY   | South Big Horn County Airport                            | GA     | ۲            |
| هولت، وایومینگ                                      | W43          |      |        | Hulett Municipal Airport                                 | GA     | ۴            |
| کمرر، وایومینگ                                      | EMM          | EMM  | KEMM   | فرودگاه شهری کمرر                                        | GA     |              |
| لندر، وایومینگ                                      | LND          | LND  | KLND   | Hunt Field                                               | GA     |              |
| لوسک، وایومینگ                                      | LSK          | LSK  | KLSK   | Lusk Municipal Airport                                   | GA     |              |
| نیوکاسل، وایومینگ                                   | ECS          | ECS  | KECS   | Mondell Field                                            | GA     |              |
| پاین بلاف، وایومینگ                                 | 82V          |      |        | Pine Bluffs Municipal Airport                            | GA     |              |
| پیندال، وایومینگ                                    | PNA          |      | KPNA   | فرودگاه رالف ونز فیلد                                    | GA     | ۳۲۸          |
| Powell                                              | POY          | POY  | KPOY   | Powell Municipal Airport                                 | GA     |              |
| رولینز، وایومینگ                                    | RWL          | RWL  | KRWL   | فرودگاه شهری راولینز (Harvey Field)                      | GA     | ۶            |
| اسرتووگا، وایومینگ                                  | SAA          | SAA  | KSAA   | فرودگاه شیورلی                                           | GA     | ۲۲           |
| Thermopolis                                         | THP          | THP  | KTHP   | Hot Springs County-Thermopolis Municipal Airport         | GA     |              |
| ترینگتون، وایومینگ                                  | TOR          | TOR  | KTOR   | Torrington Municipal Airport                             | GA     | ۶            |
| واتلاند، وایومینگ                                   | EAN          | EAN  | KEAN   | Phifer Airfield                                          | GA     |              |
|                                                     |              |      |        | Other Public Use Airports (not listed in NPIAS)          |        |              |
| آلپاین، وایومینگ                                    | 46U          |      |        | Alpine Airport                                           |        |              |
| Casper                                              | HAD          |      | KHAD   | Harford Field                                            |        |              |
| کوکویل، وایومینگ                                    | U06          |      |        | Cokeville Municipal Airport                              |        |              |
| گلندو، وایومینگ                                     | 76V          |      |        | Thomas Memorial Airport                                  |        |              |
| گرین ریور، وایومینگ                                 | 48U          |      |        | پایگاه فضایی بین کهکشانی گریتر گرین ریور                 |        |              |
| گرنزی، وایومینگ                                     | 7V6          |      |        | Camp Guernsey Airport                                    |        |              |
| مدسین باو، وایومینگ                                 | 80V          |      |        | Medicine Bow Airport                                     |        |              |
| شوشونی، وایومینگ                                    | 49U          |      |        | Shoshoni Municipal Airport                               |        |              |
| آپتون، وایومینگ                                     | 83V          |      |        | Upton Municipal Airport                                  |        |              |
|                                                     |              |      |        | Other Military Airports                                  |        |              |
| شاین، وایومینگ                                      | FEW          | FEW  | KFEW   | ورن ای‌اف‌بی، وایومینگ                                     |        |              |
|                                                     |              |      |        | Notable private-use airports                             |        |              |
| انکمپمنت، وایومینگ                                  | WY11         |      |        | A-A Ranch Airport                                        |        | ۳            |
|                                                     |              |      |        | Notable former airports                                  |        |              |
| بار نون، وایومینگ                                   |              |      |        | Wardwell Field (closed 1952)                             |        |              |
| داگلاس، وایومینگ                                    | DGW          |      |        | Douglas Municipal Airport (closed 1980s)                 |        |              |